# Monteroni d’Arbia
Monteroni d’Arbia – miejscowość i gmina we Włoszech, w regionie Toskania, w prowincji Siena.
Według danych na rok 2004 gminę zamieszkiwało 7161 osób, 68,2 os./km².